# Muhlenbergia schreberi
Muhlenbergia schreberi är en gräsart som beskrevs av Johann Friedrich Gmelin. Muhlenbergia schreberi ingår i släktet muhlygräs, och familjen gräs. Inga underarter finns listade i Catalogue of Life.

## Bildgalleri

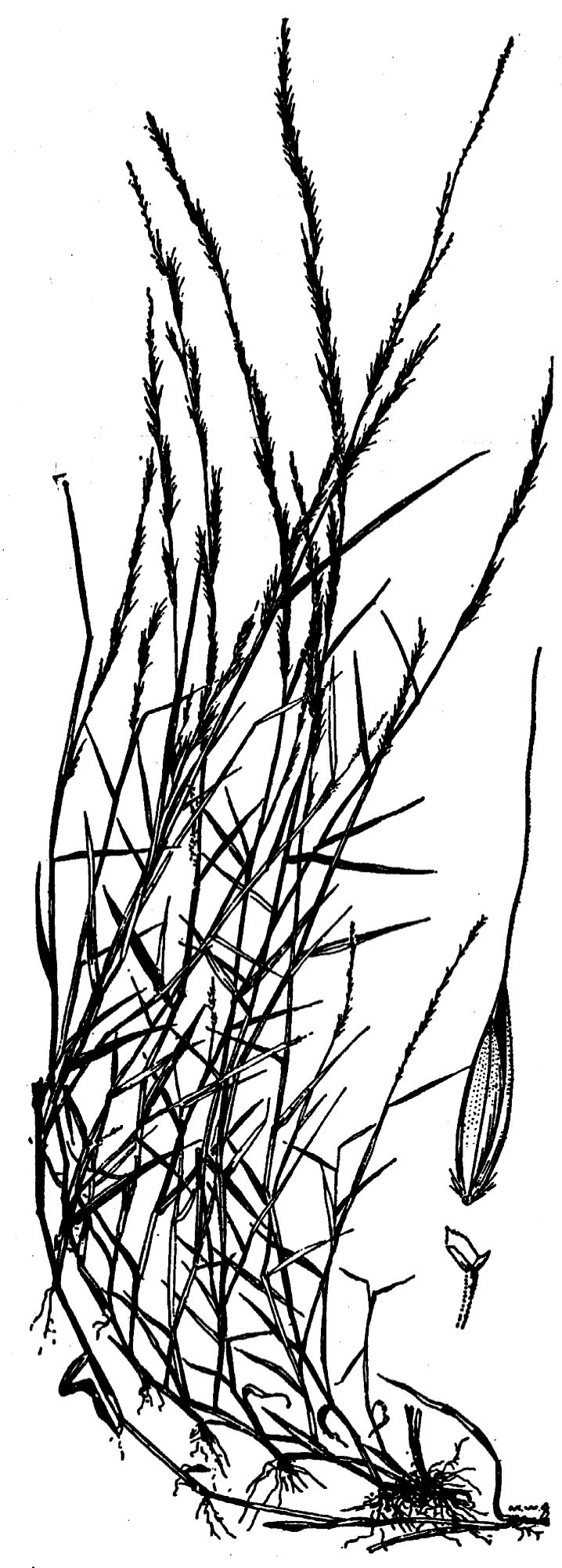